# Аблаут
Абла́ут (нім. Ablaut), також апофоні́я (фр. apophonie) — морфологічно зумовлене чергування голосних кореня слова в різних граматичних формах.

## Запровадження терміна
Термін «аблаут» запровадив Якоб Грімм з метою опису граматичних систем індоєвропейських, та насамперед германських мов, пор. нім. tragen — «носити», er trug — «він ніс» (минулий час), er trägt — «він несе» (теперішній час). У таких прикладах аблаут виступає як внутрішня флексія і є засобом розрізнення граматичних форм. Часом аблаут відіграє роль у словотворі, пор. лат. neco («убиваю») — noceo («шкоджу»).
Проте це явище вперше описали за більш ніж 2000 років до Грімма індійські граматики, і воно було кодифіковане в трактаті Паніні «Восьмикнижжя» (अष्टाध्यायी, aṣṭādhyāyī IAST), де використовувалися терміни गुनः (guṇáḥ IAST «якість, властивість») і वृद्धिः (vṛddhiḥ IAST «зростання, збільшення») для позначення того, що в сучасній лінгвістиці називається «повний ступінь» і «подовжений ступінь». Для європейських мов це явище вперше описав на початку XVIII століття голландський лінгвіст Ламберт Тен Кате в книзі Gemeenschap tussen de Gottische spraeke en de Nederduytsche («Спільність готської та нижньонімецької мов»).

## Поширення явища
Крім індоєвропейських мов аблаут трапляється також у мовах з інших мовних сімей, наприклад у афроазійських, семітських та картвельських мовах. Наявність аблаута в цих мовах є додатковим аргументом на користь гіпотези про так звану макросім'ю ностратичних мов, до якої входять як індоєвропейські, так і семітські та інші мови.

## Види аблаута
Розрізняються 2 види аблаута:
- якісний, що відбувається в коренях слів та афіксах;
- кількісний; такі форми розрізняються за тривалістю голосного. Кількісний аблаут має три ступені можливих змін голосних:
  - повний, або нормальний ступінь (англ. full grade, нім. Vollstufe, Hochstufe, фр. degré plein), наприклад, грец. Πατερίζω називати батьком,
  - продовжений ступінь (англ. lengthened grade, нім. Dehnstufe, фр. degré long), наприклад грец. πατήρ батько,
  - нульовий ступінь (англ. zero grade, нім. Nullstufe, Schwundstufe, фр. degré zéro), наприклад грец. πατρός батька.

Тож у поєднанні з якісним можливі п'ять ступенів чергування (e / / o / / нуль / / ē / / ō). Приклади такого чергування трапляються у грецькій мові.

## Походження
Аблаут є одним з найдавніших фонологічних явищ індоєвропейських мов. Як припускають, він був притаманний і гіпотетичній праіндоєвропейській мові. У сучасних мовах збереглися лише окремі ступені чергування, тож весь ряд можна відновити лише методами реконструкції мови, використовуючи матеріал різних споріднених мов.
Походження аблаута до кінця не з'ясоване. Існує декілька теорій, що намагаються пояснити окремі ступені аблаута. Для якісного аблауту (e / / o) вирішальним вважають вплив фонетичного оточення. Нульовий ступінь пояснюють зміщенням наголосу з кореня. Подовжений ступінь пояснюють символічним подовженням з експресивною метою або замінним подовженням після випадання складів. За іншою теорією подовжений ступінь (довгий голосний + короткий приголосний) виник за аналогією до чергування «короткий голосний + довгий приголосний».
За ларингальною теорією, вирішальним для чергування був характер оточення первинної голосної *е.

## Аблаут в українській мові
В українській мові внаслідок історичних процесів у системі староукраїнських діалектів такі чергування голосних залишаються продуктивними при слово- і формотворенні ще й сьогодні.
Аблаутні чергування відбуваються у таких випадках:
- о, е у відкритих складах — і в закритому складі. Це чергування виникло через занепад зредукованих ъ, ь. (коня — кінь, печі — піч);
- о, е — # (нуль звука), що також пояснюють занепадом зредукованих (день — дня, сон — сну);
- о з е після шиплячих та j перед твердими приголосними (чернець — чорний, вечеря — звечора, шести — шостий);
- о, е — и після р, л у trъt tlъt trьt tlьt (дрож-дрижати, кров — кривавий, брова — чорнобривці)[7].

У дієслівних коренях відбуваються чергування:
- е — о, походить, імовірно, від протиставлення наголошеного е й ненаголошеного о (нести — носити);
- я — у, те саме, що е — о, ускладнене назалізацією (трясти — трусити);
- і — а, аналогічного походження з переходом довгого е в ѣ, а довгого о в а (лізти — лазити, різати — вразити)
- е — і, протиставлення короткого е і довгого ѣ (плести — сплітати);
- о — а, коротке о проти довгого а (стояти — стати);
- у — и — # (дух — дихати — тхнути);
- і — и — #, різні ступені довготи дифтонгів (ліпити — липнути — льнути).